# Grgur III. Šubić Bribirski
Grgur III. Šubić Bribirski († 1235.), hrvatski velikaš i starješina roda Bribirskih krajem 12. i u prvim desetljećima 13. stoljeća. Za njegove vladavine izbio je sukob između Bribiraca i moćnog kneza Domalda iz roda Snačića koji je potrajao do 1223. kada je Domald pao u kraljevu nemilost, a braća Grgur III. i Stjepan I. bili nagrađeni Domaldovim zemljama počevši od vode Krke do mora i do Zadra.
Pobjedom u sukobu sa Snačićima, Grgur III. postao je jedan od najmočnijih velikaša u Hrvatskoj. Njegovim daljnjim ambivcijama usprotivio se njegov stric, zvonigradski knez Višen, koji se domogao kneštva u Splitu. Tijekom opsade Grgurova Bribira 1224., Višen je zarobljen i pogubljen, čime je završila borba unutar roda Bribirskih. Unatoč uspjehu, kneštvo nad Splitom dobio je tek 1227. godine, a početkom 30-ih godina 13. stoljeća zadobio je vlast i nad Šibenikom prethodno istjeravši kneza Domalda.
Poslije smrti kneza Grgura († 1235.) i njegova brata Stjepana I. († 1238.), na čelo roda dolaze Stjepanovi sinovi Stjepko II. i Jakov.

## Poveznice
- Obiteljsko stablo knezova Šubića Bribirskih